# Матанда
Раджа Матанда (буквально перекладається як «старий князь»), або Аке Старий (ісп. Raja Ache del Viejo) — правитель держави Маніла на острові Лусон у другій половині XVI століття.

## Життєпис
Матанда був сином брунейського намісника та онуком брунейського султана Болкіаха. 1521 року він відвідав Бруней для одруження зі своєю родичкою, під час чого був захоплений командою експедиції Магеллана та утримувався ними на кораблі, а потім був відпущений. 
Мав одного сина, якого було хрещено іспанцями як Амброзіо Маг-іса.
Мав брата Латанду, який правив у сусідньому місті Тондо, та племінника Солімана, який був його спадкоємцем. На відміну від племінника, за описами іспанців, не був мусульманином

## Іспанське захоплення Маніли
За іспанськими джерелами 8 травня 1570 року флотилія з 120 іспанцями та 600 місцевими мешканцями під командою Мартіна де Гойті відпливла з острова Панай для дослідження територій у регіоні Батангас на Лусоні. Надалі вони побачили форт Майніла, який захищав порт у дельті річки Пасіг. Іспанці викликали на берег Матанду та Солімана, з якими провели перемовини. 24 травня де-Гойті в ході конфлікту наказав своїм солдатам висадитися на берег та знищити артилерію Майніли.
Під час захоплення Маніли іспанцями у 1570 році Матанда був узятий у полон.
1571 року іспанський адмірал Легазпі на 27 суднах захопив Манілу та остаточно приєднав її до Іспанії.
Раджа Матанда помер 1572 року.